# Naniwa-Klasse
Die Naniwa-Klasse (japanisch 浪速型防護巡洋艦 Naniwa-gata bōgojun'yōkan) war eine Klasse von zwei Geschützten Kreuzern der Kaiserlich Japanischen Marine, die von 1886 bis 1914 in Dienst standen.

## Geschichte

### Entwicklungsgeschichte und Bau
Die Naniwa-Klasse wurde durch den japanischen Schiffskonstrukteur Sasō Sachū entworfen. Die beiden Schiffe waren die ersten Geschützten Kreuzer die in Japan konstruiert wurden und dann im Ausland speziell für die japanische Marine gebaut wurden. Der Entwurf wurde aus den besten Eigenschaften etlicher zeitgenössischer Entwürfe entwickelt und basierte auf dem des japanischen Kreuzers Izumi. Diese war ursprünglich als Esmeralda für die chilenische Marine bei der britischen Werft Armstrong, Mitchell and Company gebaut worden und gilt als der erste Geschützte Kreuzer weltweit, womit sie die Basis der erfolgreich von der Bauwerft vermarkteten Elswick-Kreuzer darstellt.
Die beiden Einheiten wurden 1883 bei Armstrong, Mitchell & Company bestellt und März bzw. April 1884 auf Kiel gelegt, der Stapellauf erfolgte jeweils etwa ein Jahr später im März bzw. Mai. Zu diesem Zeitpunkt galten die beiden Schiffe als die besten Geschützten Kreuzer weltweit, auch wenn dieser Vorteil durch die intensive und schnelle Entwicklung dieses Schiffstyps nur kurzzeitig war. Die Indienststellung der Naniwa erfolgte am 1. Dezember 1885 und der Takachiho 26. März 1886.

## Einheiten
| Name               | Bauwerft                                                          | Kiellegung     | Stapellauf    | Indienststellung | Verbleib |
| ------------------ | ----------------------------------------------------------------- | -------------- | ------------- | ---------------- | --- |
| Naniwa (浪速)      | Armstrong, Mitchell and Company, Low Walker (Newcastle upon Tyne) | 27. März 1884  | 18. März 1885 | 1. Dezember 1885 | am 1. April 1912 auf Grund gelaufen und am 5. August aus der Marineliste gestrichen, Wrack 1913 zum Abbruch verkauft |
| Takachiho (高千穂) | Armstrong, Mitchell and Company, Low Walker (Newcastle upon Tyne) | 10. April 1884 | 16. Mai 1885  | 26. März 1886    | versenkt m 17. Oktober 1914, durch deutsches Torpedoboot vor Tsingtau                                                |

## Technische Beschreibung

### Rumpf
Der Rumpf der Kreuzer der Naniwa-Klasse wurde als Glattdecker mit hohen Freibord, zur Erhöhung der Seegängigkeit, und mit Ramsteven ausgeführt. Er war über alles 97,5 Meter lang, 14 Meter breit und hatte bei einer Verdrängung von 4.217 Tonnen einen Tiefgang von 6,4 Metern.

### Panzerung
Das Panzerdeck hatte eine Stärke von 50 mm mittschiffs und an den Enden 76 mm. Der Kommandoturm wurde durch eine 76 mm dicke Panzerung geschützt.

### Antrieb
Der Antrieb erfolgte durch sechs kohlebefeuerte Dampferzeuger und zwei Dampfmaschinen mit denen eine Gesamtleistung von 7.600 PS (5.590 kW) erreicht wurde. Diese gaben ihre Leistung an zwei Wellen mit je einer Schraube ab. Die Höchstgeschwindigkeit betrug 18,5 Knoten (34 km/h) und die maximale Fahrstrecke 9.000 Seemeilen (16.668 km) bei 13 Knoten, wofür 800 Tonnen Kohle gebunkert werden konnten.

### Bewaffnung

#### Artillerie
Die Artilleriebewaffnung bestand aus zwei einzelnen 26-cm-Geschützen mit Kaliberlänge 35 von Krupp, die in Barbetten an Bug und Heck aufgestellt waren. Jede Barbette war mit einer festen Ladestation ausgestattet, zu der die Geschütze zum Nachladen zurückkehren mussten. Des Weiteren sechs 15-cm-Geschütze L/35, ebenfalls von Krupp mit 37 mm stark gepanzerten Schilden zum Schutz gegen Witterungseinflüsse und Splitter, in je drei Schwalbennestern, beiderseits auf Höhe des Hauptdecks. Zusätzlich wurden zur Bekämpfung von Torpedobooten sechs 5,7-cm-Geschütze von Hotchkiss auf der vorderen Kommandobrücke, zehn 1-Zoll-Nordenfelt-Geschütze über die gesamte Länge der Aufbauten verteilt und vier 11-mm-Nordenfelt-Geschütze mit 10 Läufen, die in den Marsen der Gefechtstürme montiert waren.
Nach dem Ersten Japanisch-Chinesischen Krieg von 1894 bis 1895 wurde die 26-cm-Geschütze durch 15-cm-Geschütze von Krupp ersetzt. Später wurden zur Erhöhung der Schiffsstabilität und Vereinheitlichung der Munition in der Flotte die Krupp-Geschütze durch 15,2-cm-Geschütze ersetzt.

#### Torpedos
Die Torpedobewaffnung bestand aus vier Torpedolancierapparate an Deck für Torpedos im Kaliber 35,6-cm.

## Besatzung
Die Besatzung hatte eine Stärke von 342–357 Offizieren, Unteroffizieren und Mannschaften.